# The Melville
Il The Melville è un grattacielo di Vancouver in Canada. L'edificio, situato nel centro cittadino, è, coi suoi 141 metri d'altezza, il nono più alto della città nonché la più alta torre interamente residenziale del Canada occidentale.